# San Fernando del Río Negro
San Fernando del Río Negro fue una reducción de indios abipones fundada en 1750 por religiosos jesuitas en lo que hoy es la ciudad de Resistencia, provincia del Chaco, Argentina. Establecida con el objetivo de evangelizar a los nativos y a la vez proteger a la ciudad de Corrientes de los constantes asedios abipones, su labor fue muy fructífera mientras estuvo regenteada por la Compañía de Jesús, contribuyendo en buena medida al desarrollo de la vecina Corrientes. Al ser expulsados en 1767 los jesuitas de los territorios españoles la orden franciscana se hizo cargo de la misma, pero inconvenientes varios obligaron a abandonar la misma en 1773. Fue —no obstante sus escasos 23 años de vida—, uno de los establecimientos más significativos en el territorio del Chaco, que en ese entonces todavía no había sido efectivamente sometido a la administración española.
Su recuerdo perduró en la zona, como se puede notar en la denominación de San Fernando que tomó el paraje donde se asentaba la antigua reducción; esta denominación prevaleció hasta 1878, cuando llegaron los primeros colonos a la recién creada Colonia Resistencia. El lugar histórico se encuentra en lo que se denomina actualmente la zona del Triángulo de Resistencia, en la intersección de la avenida 25 de Mayo con la ruta Nacional N.º 11.

## Fundación
Aunuque los jesuitas ya se habían internado en el territorio de los indios del Chaco en el siglo XVII, fue la publicación en Córdoba (España) del libro Descripción corográfica del Gran Chaco Gualamba y su marcado llamado a los misioneros europeos a la evangelización de esta zona lo que motivó un trabajo más intenso. Las misiones indígenas de frontera ya les habían sido encomendadas a comienzos de dicho siglo, y fue a partir de las ciudades de frontera ya establecidas que comenzaron sus acciones; el aporte material de dichas ciudades fue fundamental para lograr los propósitos de la Compañía de Jesús.
Los abipones, al igual que varios otros pueblos chaqueños, al verse acorralados por distintos frentes de la colonización española, habían optado por desplazarse desde la ribera norte del río Bermejo hacia el sur a partir del siglo XVII, ayudados por la introducción del caballo. Sus ataques eran muy temidos, y llegaron incluso hasta la ciudad de Santa Fe.
El objetivo de los jesuitas coincidió con la necesidad española de pacificar sus territorios en la zona de frontera, que se hallaban en un estado de guerra constante con los indígenas. El éxito obtenido por los religiosos al norte de Santa Fe de la Vera Cruz, convenció al teniente de gobernador de Corrientes Nicolás Patrón de que repetir la experiencia frente a la ciudad cabecera de su gobernación era el camino para obtener un poco de la ansiada paz. Por intermedio del cacique Ichoalay logró que los indios abipones bajo el mando del cacique Ñaré Alaikín acepten ser reducidos a pueblo. De esta forma el 26 de agosto de 1750 se fundó la reducción en honor a San Fernando Rey, y en forma velada a Fernando VI, monarca español en ese momento. El padre Tomás García quedó a cargo de la reducción, acompañado por el padre José García y el cacique Ñaré Alaikín, bajo el cargo de Corregidor. El lugar fue elegido por su altura, la cercanía con el río Negro y la corta distancia (unos 20 kilómetros) que lo separaba de la ciudad de Corrientes.

## Vida en la reducción
En el corto lapso que duró el fuerte, los jesuitas desplegaron sus habituales esquemas que utilizaron en el resto de las misiones, y de esta manera lograron que los aborígenes dejen sus hábitos guerreros y nómades para dedicarse a la agricultura. Entre los sacerdotes se destacó José Klein, referido en varios libros como el sostén espiritual de la reducción, quien constituyó el primer obraje maderero de la zona, con cuyos productos se construyeron carretas y hasta una embarcación que sirvieron para el comercio. La instalación de una estancia correntina con 6 mil cabezas de ganado siguió dando impulso a la colonia.
El trabajo misional no estuvo exento de dificultades. A diferencia de otras regiones también evangelizadas por los jesuitas, estos aborígenes tenían hábitos nómadas, guerreros y basaban su sustento en la caza y la pesca; su cultura era a su vez muy primitiva, debiendo presenciar los sacerdotes numerosas crueldades y luchar contra la ignorancia y supersticiones, a lo que se sumaban el natural recelo hacia criollos y españoles. Las creencias ancestrales no eran sustituidas con rapidez, como lo demuestra el dato de apenas un 61% de indios conversos sobre el total.
Otro inconveniente importante era la actitud de los criollos frente a las parcialidades indígenas. Si bien algunos pobladores y visitantes descubrieron rasgos muy nobles entre estas tribus (como el amor a la tierra o la lealtad), los indígenas nunca gozaron de buena reputación en las ciudades coloniales. El padre José Klein en una misiva escrita en 1763 se quejaba del destrato y actitud negativa de los correntinos con los sacerdotes jesuitas, sobre todo considerando el incipiente desarrollo que permitió la pacificación en la orilla contraria del río Paraná.
Pero sin lugar a dudas el principal problema con que tuvieron que lidiar en la reducción era el odio histórico entre abipones y mocovíes. Los mocovíes asediaban constantemente la reducción ocasionando daños económicos, bajas y deserciones; las hostilidades eran tales que llegaron al punto de provocar el abandono de la reducción una vez que los jesuitas ya no estuvieron al frente de la misma.

## El final
Apenas 17 años después de su fundación los jesuitas debieron abandonarla abruptamente, debido a que el rey español los había expulsado de todos sus territorios. Durante un breve lapso la reducción quedó bajo el mando del sacerdote franciscano Bernabé Amarillas, quien no soportó los rigores del clima, y además desconocía el idioma de los aborígenes, siendo sucedido entre 1767 y 1773 por cinco misioneros de la mencionada orden. Los desórdenes locales resultaron en la instalación de una guardia permanente a partir de 1772 por parte del gobierno de Corrientes. Esta guardia no logró impedir que la alianza entre mocovíes y tobas atacaran y dispersaran a los abipones.
El teniente de gobernador de Corrientes Juan García de Cossio promovió un cabildo abierto donde se resolvió que los reducidos fueron trasladados a Las Garzas, Isla Alta, cerca de la actual ciudad de Bella Vista. En Las Garzas estaba instalada una estancia que abastecía a la reducción, y ya se habían refugiado en ella algunos de los dispersos pobladores. El pueblo fue ofrecido a los mocovíes, quienes no lo aceptaron. Como se desprende de un informe del regidor Francisco Javier de Casajus en 1781 donde se oponía a un nuevo traslado de la reducción, la alianza con los abipones satisfacía las necesidades de seguridad de Corrientes, aun cuando esto implicara un retroceso territorial importante. Fue así como el asentamiento de San Fernando del Río Negro quedó definitivamente abandonado.
Es posible que el paraje haya quedado poblado al menos temporalmente por criollos que cruzaban para comerciar o dedicarse a tareas extractivas. El primer registro documentado de población criolla se remonta a 1857, y ya para 1870 el lugar —denominado San Fernando por el recuerdo de la reducción— tenía una población estable, que en esa misma década serviría de base para la fundación de la ciudad de Resistencia.

## Repercusiones
Una valorable consecuencia de la pacífica vida de los indígenas en la misma —que no habría sido posible sin la decidida fidelidad del cacique Ñaré para con los jesuitas— fue la tranquilidad que vivió la ciudad de Corrientes durante ese lapso, situación realmente anómala para aquellos comienzos del poblado correntino. No solamente cesaron los ataques abipones, también disminuyeron drásticamente los ataques de naciones vecinas como los tobas. Esta temporada de paz prosiguió incluso terminada la reducción, cuando la experiencia de estos años permitió que los gobernadores correntinos apostaran a tratados de paz con las parcialidades de la orilla contraria.
Otra consecuencia muy positiva fue el estudio de varias naciones originarias, labor que se retomaría con profundidad recién a comienzos del siglo XX. 